# Ectinosoma vervoorti
Ectinosoma vervoorti is een eenoogkreeftjessoort uit de familie van de Ectinosomatidae. De wetenschappelijke naam van de soort is voor het eerst geldig gepubliceerd in 1972 door Soyer.